# Socialistiska Partiet (Sverige)
Socialistiska partiet (SP) är det tidigare namnet på den svenska sektionen av Fjärde Internationalen. SP har varit registrerat hos valmyndigheten som politiskt parti och ställt upp i riksdags- och kommunalval. Hösten 2019 ombildades SP till föreningen Socialistisk politik.
Fjärde Internationalen grundades 1938 av bland andra Lev Trotskij. Denna är en revolutionär socialistisk organisation, vars medlemmar vill tolka Marx främst med stöd av Lenins och Trotskijs teoretiska författarskap och praktiska politik. Den första svenska sektionen etablerades 1949 då Revolutionära Socialistiska partiet anslöt sig och upplöstes 3–4 år senare när det partiet lades ned. År 1969 startades ånyo en svensk sektion, under namnet Revolutionära marxister. Organisationen har också hetat Revolutionära marxisters förbund (RMF) och Kommunistiska arbetarförbundet (KAF), innan man 1982 antog namnet Socialistiska Partiet.

## Historia
Under 1930-talet fanns enskilda medlemmar av Fjärde Internationalen i Sverige. De organiserade sig inom det dåvarande Socialistiska partiet och dess ungdomsförbund. 1945 bildades Oberoende Arbetarpartiet av medlemmar från 1930-talets Socialistiska partiet som 1940 lämnat detta parti. Organisationen bytte 1949 namn till Revolutionära Socialistiska partiet, svensk sektion av Fjärde Internationalen, och inledde utgivningen av tidningen Internationalen. År 1952 upplöstes partiet och medlemmarna anslöt sig till SAP och SKP. (Fjärde Internationalens så kallade "entristiska" vändning). Efter radikaliseringen 1968 deltog flera av dessa i diskussionerna om bildandet av en ny öppen svensk sektion av Fjärde Internationalen.
År 1969 bildades organisationen Revolutionära marxister. I organisationens tidskrift Fjärde Internationalen förklarades syftet vara att "Revolutionära Marxister kämpar för arbetarklassens direkta maktövertagande genom arbetarråd och arbetarmilis. Vi ställer oss uppgiften att ur dagens konkreta klasstrider successivt utveckla de högre stridsformer, som kulminerar i det revolutionära maktövertagandet.". Organisationen gav även ut tidskriften Revolutionär information som under 1969–1970 kom ut i fem nummer.
Vid årsskiftet 1970/1971 gick Revolutionära marxister samman med, den ur studentorganisationen Clarté bildade Bolsjevikgruppen, och den nya organisationen kallade sig Revolutionära marxisters Förbund, RMF.
RMF tog tydlig ställning för den ryska revolutionen och Komintern under Lenin och Trotskijs ledarskap. Förbundets medlemmar var organiserade i celler med anknytning till arbetsplatser, skolor och universitet. Nya medlemmar valdes in på prov och efter några månaders förbundsarbete erhölls fullt medlemskap genom omröstning. RMF/KAF var engagerat soldatfackligt och medverkade i värnpliktsriksdagen.
År 1975 bytte förbundet namn till Kommunistiska arbetarförbundet. I en broschyr från samma år framhölls att KAF var en revolutionär organisation som kämpade mot kapitalism och imperialism, för arbetarklassens maktövertagande och strävade efter att bli ett massparti. Målet var att genom revolution avskaffa den kapitalistiska staten och upprätta en stat baserad på arbetarråd. Armén och polisen måste ersättas av en demokratisk arbetarmilis. I händelse av krig med Sovjetunionen tänkte sig KAF att skapa en egen milis och arbeta för ett nederlag för Sveriges försvarsmakt i samarbete med sovjetiska styrkor.
Vid den 7:e kongressen 1980 uteslöts den så kallade "bolsjevikfraktionen" och dessa bildade istället Socialistiska Förbundet. Vid förbundets 8:e kongress 1982 skedde ännu en gång ett namnbyte, till Socialistiska Partiet. Motivet var att man inte ville förknippas med det samhällssystem som var för handen i Sovjetunionen och Östeuropa. Vid den 12:e partikongressen 1989 uteslöts en grupp som istället bildade Kommunistiska förbundet.
Vid partiets kongress 1994 antogs ett nytt partiprogram. I detta framhävdes att en socialistisk revolution endast kan genomföras om den har stöd av en folkmajoritet och att denna revolution bör ske fredligt. Denna punkt var inte oomstridd och en minoritet bröt sig efter kongressen ut och bildade så småningom organisationen Arbetarmakt.
Av SOU:2002:91 framgår att organisationen alltsedan 1971 noggrant har följts av säkerhetspolisen, till exempel genom fotografering, övervakning av kongresser och vid sommarläger har bilnummer antecknats. Säkerhetspolisen hade under 1970-talet tillgång till en källa som kunde överlämna internt partimaterial.

## Valresultat
Partiet har inte längre några kommunala mandat. Tidigare har SP haft mandat i Köping, Kungsör, Umeå, Västervik och Nacka. Partiets bästa kommunval var 1998 då de tog fem mandat fördelade på tre kommuner. I Umeå blev SP-aren och klubbordföranden på Volvo invald i kommunfullmäktige som oberoende socialist på Vänsterpartiets lista 2014.

### Kommunalval, Köping
| År   | Procent | Mandat         | Röster |
| 1998 | 2,1%    | 1 av 49 mandat | 322    |
| 2002 | 2,77%   | 1 av 49 mandat | 393    |
| 2006 | 1,49%   | 1 av 49 mandat | 216    |
| 2010 | 1,30%   | 0 av 49 mandat | 200    |

### Riksdagsval
- Riksdagsvalet i Sverige 1973: 1 300 röster
- Riksdagsvalet i Sverige 1976: 2 679 röster
- Riksdagsvalet i Sverige 1979: 1 819 röster
- Riksdagsvalet i Sverige 1982: 3 943 röster
- Riksdagsvalet i Sverige 1985: 16 247 röster
- Riksdagsvalet i Sverige 1988: 12 943 röster
- Riksdagsvalet i Sverige 1991: 1 956 röster (ställde ej upp i riksdagsvalet)
- Riksdagsvalet i Sverige 1994: 7 827 röster
- Riksdagsvalet i Sverige 1998: 1 466 röster (ställde ej upp i riksdagsvalet)
- Riksdagsvalet i Sverige 2002: 3 213 röster
- Riksdagsvalet i Sverige 2006: 31 röster (ställde ej upp i riksdagsvalet)
- Riksdagsvalet i Sverige 2010: 11 röster (ställde ej upp i riksdagsvalet)
- Riksdagsvalet i Sverige 2014: 5 röster (ställde ej upp i riksdagsvalet)

Partiet ställde inte upp i riksdagsvalet 2006 och 2010, men fick likväl ett fåtal röster (31 respektive 11 ), som alla avgavs på handskrivna valsedlar.

## Socialistisk politik
Organisationen omvandlades i samband med Socialistiska partiets 50-årsjubileum i november 2019 till att inte vara ett parti längre. På hemsidan presenterar man sig på följande sätt: 
"Socialistisk Politik är en ekosocialistisk aktivistorganisation och samtidigt en idéströmning. Vi försöker samla alla socialistiska krafter som är vill kämpa för att vända högerutvecklingen och bana väg ut ur kapitalismens återvändsgränd. Vår lösning heter demokratisk kontroll underifrån. Över samhällets viktigaste tillgångar, storföretag och banker, men också över de egna organisationerna, som fackföreningar, folkrörelse och partier. Först då kan vi vända den nuvarande katastrofala utvecklingen och börja bygga ett jämlikt samhälle på ekologisk grund. Vi bygger en bred vänsterrörelse med utrymme för många strömningar och idéer. Som medlem i Socialistisk Politik är du medlem i den världsomfattande socialistiska Fjärde Internationalen och en viktig tillgång i kampen för en socialistisk framtid!"
Socialistisk politik ger ut en veckotidning som heter Internationalen och en teoretisk tidskrift vid namn Röda Rummet.